# Mariantonia Samà
Mariantonia Samà (Sant'Andrea Apostolo dello Ionio, 2 marzo 1875 – Sant'Andrea Apostolo dello Ionio, 27 maggio 1953) è stata una laica italiana, proclamata nel 2021 beata da papa Francesco.

## Primi anni
Unica figlia di Marianna Vivino e Bruno Samà, che muore pochi mesi prima della sua nascita; per aiutare la famiglia, si fa carico di riportare in paese sacchi di farina con l’aiuto di un mulo.
Nel 1886 segue la madre e alcuni parenti al fiume Saluro per lavare i panni e sulla via del ritorno si disseta in una pozza d’acqua, probabilmente contaminata, e gli derivano gravi problemi di salute. Grazie all'aiuto della baronessa Enrichetta Scoppa nel 1894, viene portata in un convento certosino per un esorcismo in una scatola di legno a causa delle sue convulsioni spesso violente. Il rito dell'esorcismo è svolto in lingua latina con l'aiuto del priore del convento, che alla fine le fa portare il busto d'argento di San Bruno di Colonia, alla vista del quale Mariantonia dichiara essere guarita. Dopo la sua guarigione sia la scatola con cui era stata portata al convento, sia i suoi vecchi vestiti vengono bruciati, per dimostrare una rinascita e un rinnovamento.

## La malattia e morte
Torna a casa, ma nel 1896 inizia a soffrire di artrite. La sua condizione peggiora sempre di più, al punto che è immobilizzata a letto. La madre muore nel 1920, ed essendo rimasta sola, la comunità si fa carico di curarla e alimentarla Il prete locale le porta l'Eucaristia ogni mattina e ogni sera. Alle persone che la visitano per chiederle consiglio ella sollecita coraggio e speranza. Le Suore del Sacro Cuore la considerano "sorella" e nutrono per lei un grande affetto; quindi l'Ordine le copre il capo con il velo nero e diviene nota come la "Sorellina di San Bruno". Nel 1915, con il permesso del parroco,  si consacra a Dio con voti privati.

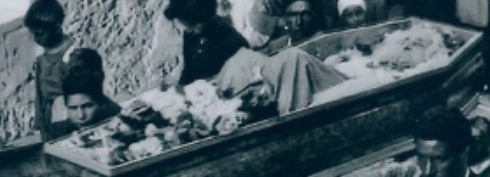
Funerale di Mariantonia Samà

Alla sua morte a 78 anni, il corpo viene portato in processione in una bara aperta prima della sepoltura. Il parroco decide scrive a margine del suo atto di morte che è “morta nel concetto di santità”. Cinquanta anni dopo le sue spoglie sono state traslate dalla cappella delle Suore del Sacro Cuore in una nuova tomba speciale costruita nella chiesa dei Santi Pietro e Paolo.

## Beatificazione
Nell'aprile 2007 l'episcopato calabrese avvio la causa di canonizzazione. L'inchiesta è aperta nell'arcidiocesi di Catanzaro-Squillace si chiusi in modo favorevole nel 2009. Sotto Papa Benedetto XVI viene nominata Serva di Dio. Diventa Venerabile il 18 dicembre 2017, sotto Papa Francesco.
La sua beatificazione trae origine da un miracolo che riceve l'approvazione papale. Si tratta di una guarigione che né la scienza né la medicina riescono a spiegare. Il miracolo viene riconosciuto da esperti medici e da teologici e quindi Papa Francesco consente la beatificazione a Catanzaro il 3 ottobre 2021.